# Meana di Susa
Meana di Susa är en ort och kommun i storstadsregionen Turin, innan 2015 provinsen Turin, i regionen Piemonte, Italien. Kommunen hade 814 invånare (2017).